# 高坪镇 (蓬溪县)
高坪镇，是中华人民共和国四川省遂宁市蓬溪县曾经下辖的一个镇。2019年9月，撤销高坪镇，将其所属行政区域划归金桥镇管辖。

## 行政区划
高坪镇撤销前下辖以下地区：
高坪社区、金沙村、红塘村、团河坝村、吉福村、石马村、南溪村、果园村、马家沟村、樟树坡村、乌鸭坡村、倒流溪村和高河村。